# Konstytucja ZSRR z 1977
Konstytucja ZSRR z 1977 roku (znana również jako Konstytucja Rozwiniętego Socjalizmu lub Konstytucja Breżniewowska) – ustawa zasadnicza uchwalona w ZSRR 7 października 1977 roku. Zastąpiła konstytucję z 1936 roku. Była ostatnią ustawą zasadniczą ZSRR. Przestała obowiązywać wraz z jego rozpadem.

Okolicznościowy znaczek (bloczek) wydany przez pocztę ZSRR z okazji uchwalenia konstytucji

## Historia powstania
Prace nad nową konstytucją rozpoczęto w ZSRR jeszcze w 1962 roku. 25 kwietnia tego roku Rada Najwyższa ZSRR podjęła decyzję o opracowaniu projektu nowej konstytucji ZSRR i powołała Komisję Konstytucyjną w składzie 97 członków. Jej przewodniczącym został I sekretarz KC KPZR Nikita Chruszczow. 15 czerwca 1962 roku na posiedzeniu Komisji Konstytucyjnej powołano 9 podkomisji z zadaniem opracowania głównych założeń tekstu ustawy. W sierpniu 1964 roku Komisja zakończyła prace nad projektem nowej konstytucji. Składał się on z 276 artykułów. Ostatecznie nie został zatwierdzony, a dalsze prace przeciągnęły się na skutek zmian na szczytach władzy ZSRR – na stanowisku generalnego sekretarza KPZR, Chruszczowa zastąpił w wyniku cichego przewrotu Leonid Breżniew. Wymienił on, oficjalnie decyzją Rady Najwyższej, 33 członków komisji konstytucyjnej. W dniach 4-6 października 1977, na posiedzeniach obu izb Rady Najwyższej zwołanej na nadzwyczajnej sesji, odbyło się czytanie tekstu nowej ustawy. 7 października, na wspólnym posiedzeniu obu izb Rady Najwyższej odbyło się ostateczne czytanie ustawy, po którym jej poszczególne rozdziały, a następnie cały tekst został oficjalnie uchwalony. W tym samym dniu Rada Najwyższa uchwaliła 7 października świętem państwowym – Dniem Konstytucji. Dzień później tekst konstytucji został opublikowany we wszystkich dziennikach ZSRR.
Grupą roboczą nad pracami nad nową ustawą kierowali kolejno: Leonid Iliczew (od 1962), Aleksandr Jakowlew (od 1968), Boris Ponomariow (od 1973).

## Treść
Ostateczny tekst konstytucji uchwalonej w 7 października 1977 roku składał się z preambuły, 9 rozdziałów, 21 artykułów i 174 punktów.
Określały one:
- system polityczny, ekonomiczny, socjalny i kulturalny, politykę zagraniczną oraz nawoływały do obrony socjalistycznej ojczyzny (ZSRR) – rozdział 1, art. 1-5.
- obywatelstwo i podstawowe prawa obywateli ZSRR – rozdział 2, art. 6-7.
- ustrój społeczno-państwowy, podział administracyjny – rozdział 3, art. 8-11.
- organy lokalnej władzy (Rady Deputowanych Ludowych) i tryb ich wybierania – rozdział 4, art. 12-14
- wyższe organy władzy państwowej ZSRR (Rada Najwyższa i Rada Ministrów) – rozdział 5, art. 15-16
- zasady funkcjonowania organów władzy państwowej w republikach związkowych – rozdział 6, art. 17-19
- sadownictwo i prokuratury – rozdział 7, art. 20-21
- herb, flagę, hymn i stolicę ZSRR – rozdział 8
- funkcjonowanie samej konstytucji i tryb jej zmiany – rozdział 9

W odróżnieniu od poprzednich radzieckich konstytucji (z 1918, 1924 i 1936 roku), które ZSRR charakteryzowały jako państwo chłopów i robotników, ustawa z 1977 do tego grona dołączała również inteligencję.
W miejsce "mas pracujących" ustawa po raz pierwszy wprowadzała pojęcie "narodu", przyznając mu oficjalnie prawo do współrządzenia krajem m.in. poprzez, również po raz pierwszy wprowadzonej, instytucji referendum. Partię komunistyczną (KPZR) wciąż określała jako siłę kierowniczą w państwie, jednak działającą w ramach obowiązującej konstytucji, tj. konkretnego aktu prawnego, a nie w oparciu o mglistą ideę "woli ludu" itp.

## Nowelizacje
W okresie swojego obowiązywania konstytucja była sześciokrotnie nowelizowana. W latach 1988–1989 wprowadzono poprawki związane z utworzeniem Zjazdu Deputowanych Ludowych, a w marcu 1990 zlikwidowano zapis o systemie monopartyjnym i kierowniczej roli KPZR oraz wprowadzono urząd Prezydenta ZSRR.

## Znaczenie
Jeden z artykułów ustawy – 72 – głosił, że każda z republik ma prawo do swobodnego opuszczenia ZSRR. Został on wykorzystany przez przywódców trzech głównych republik związkowych ZSRR – Rosji, Ukrainy i Białorusi – do legalnego wyjścia (układ w Białowieży) ze struktur związkowych na początku lat 90. XX w. i w konsekwencji rozpadu ZSRR.